# Albrecht-Dürer-Straße (Naumburg)

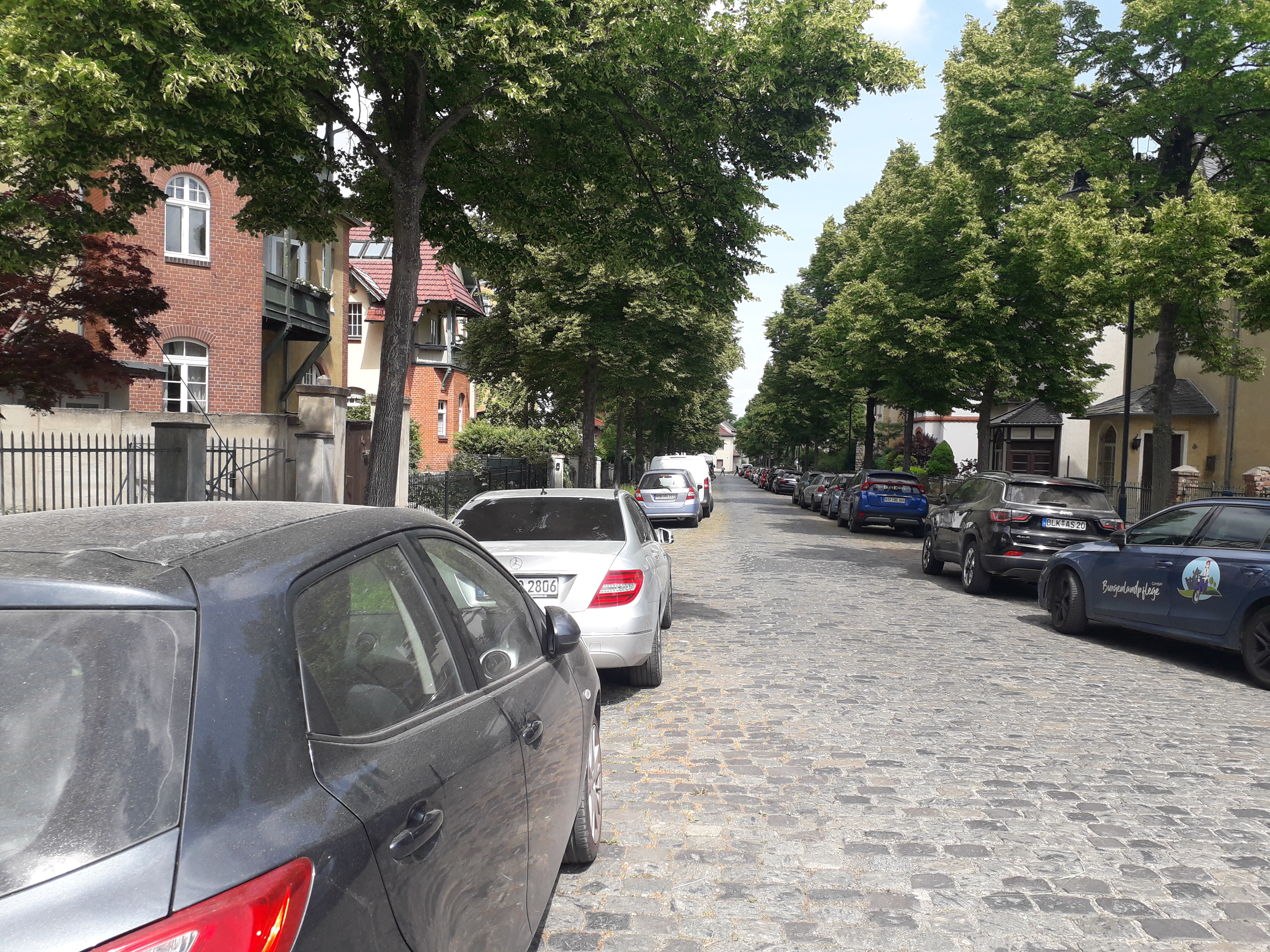
Albrecht-Dürer-Straße in Naumburg

In Naumburg (Saale) liegt zwischen der Weimarer Straße und der Jenaer Straße die nach dem Maler Albrecht Dürer benannte Albrecht-Dürer-Straße. Dieses ist eine einseitig befahrbare Anwohnerstraße mit einer Länge von 162 m. Es ist eine Naumburger Vorstadtstraße in der restlichen Kernstadt.
In der Albrecht-Dürer-Straße gibt es Villen mit Vorgärten aus der späten Gründerzeit. Die Albrecht-Dürer-Straße 1, 2, 2a, 3, 4, 5, 6, 7, 8, 9, 10, 11, 12, 13 stehen unter der Erfassungsnummer 094 80646 auf der Liste der Kulturdenkmale in Naumburg (Saale). In den Denkmalbereich sind außer der Wohnbebauung die Vorgärten und Zäune inbegriffen. Auch das alte  Kopfsteinpflaster ist erhalten.

Albrecht-Dürer-Straße
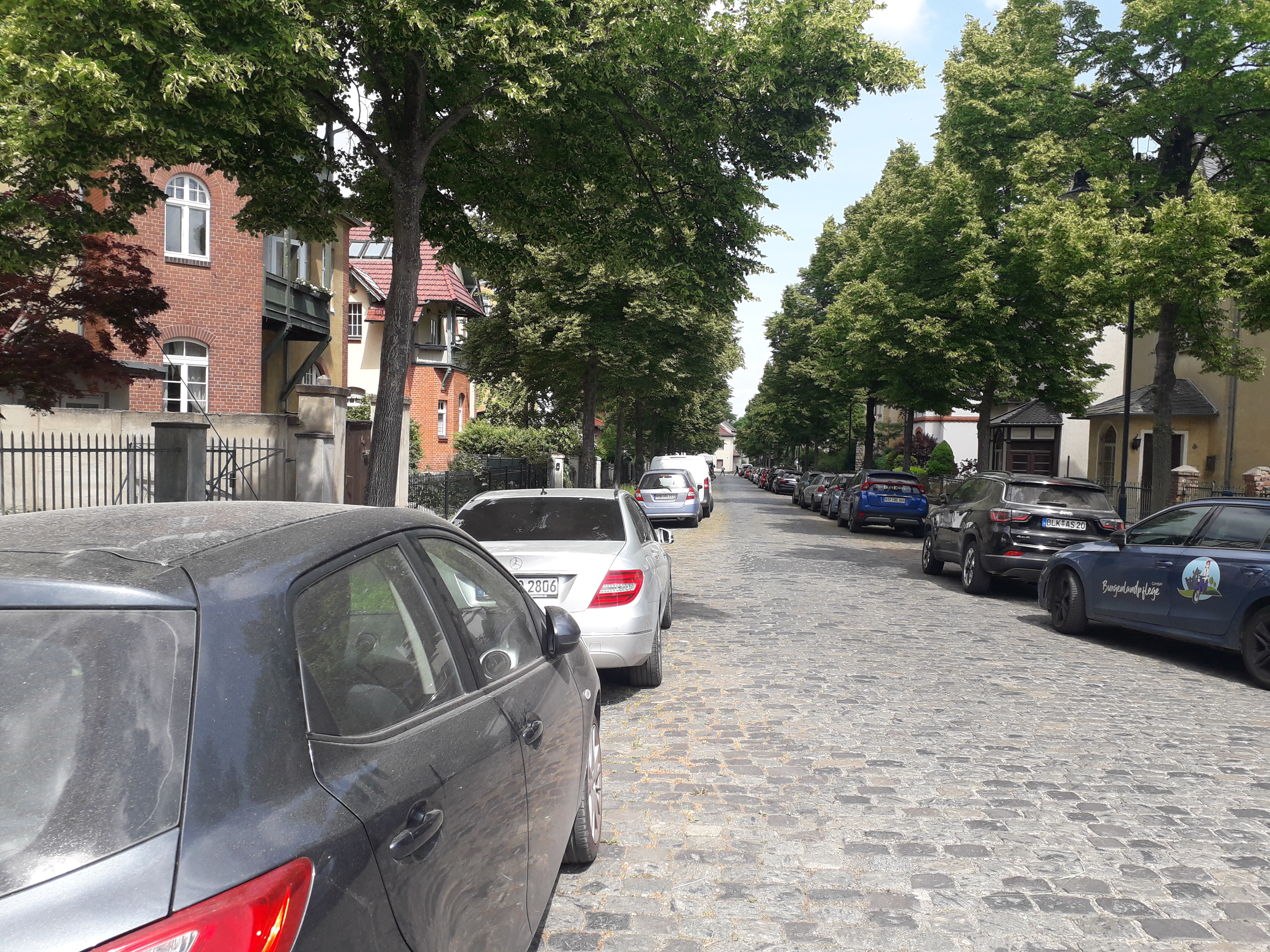
Albrecht-Dürer-Straße
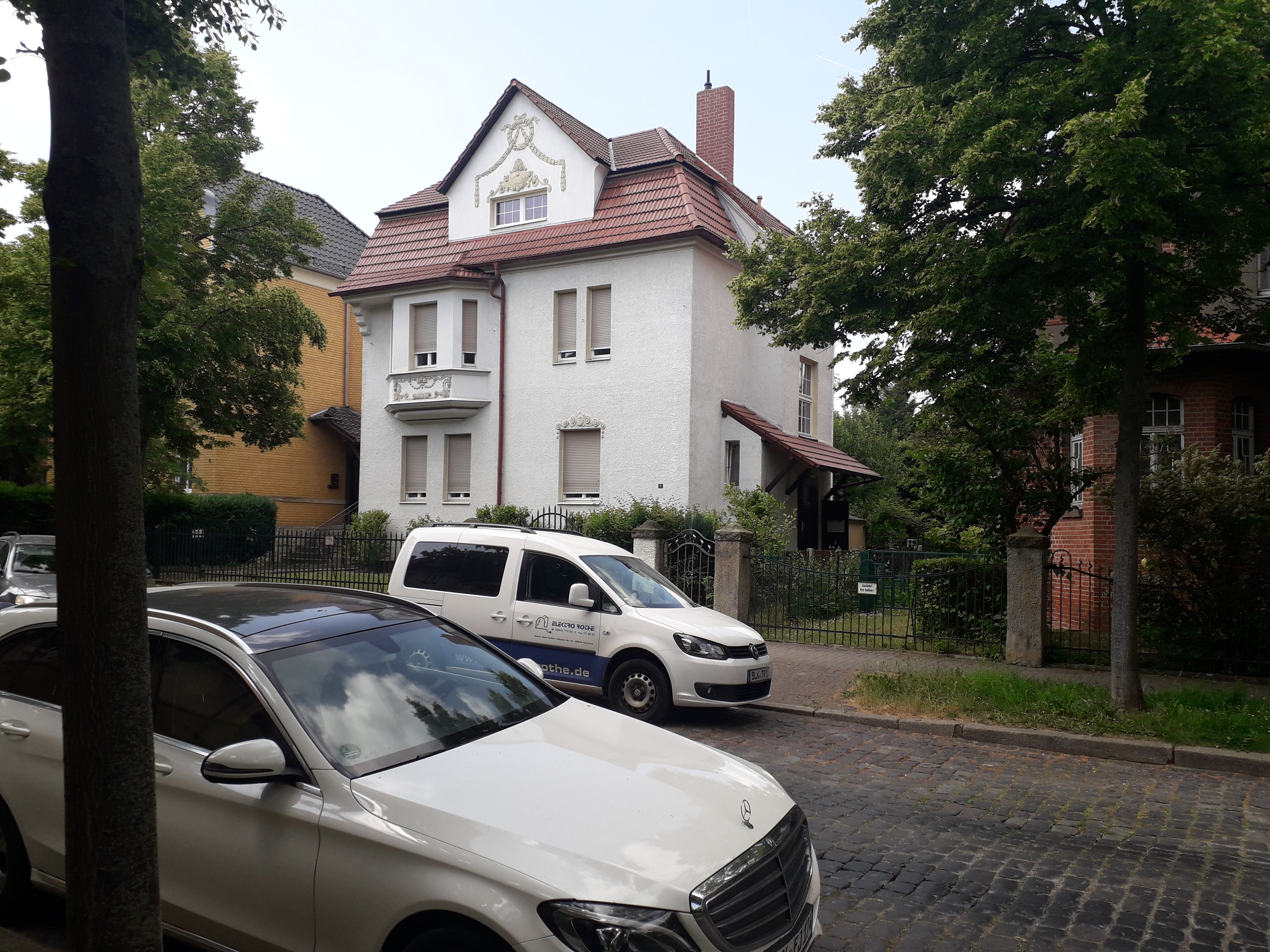
Albrecht-Dürer-Straße 3
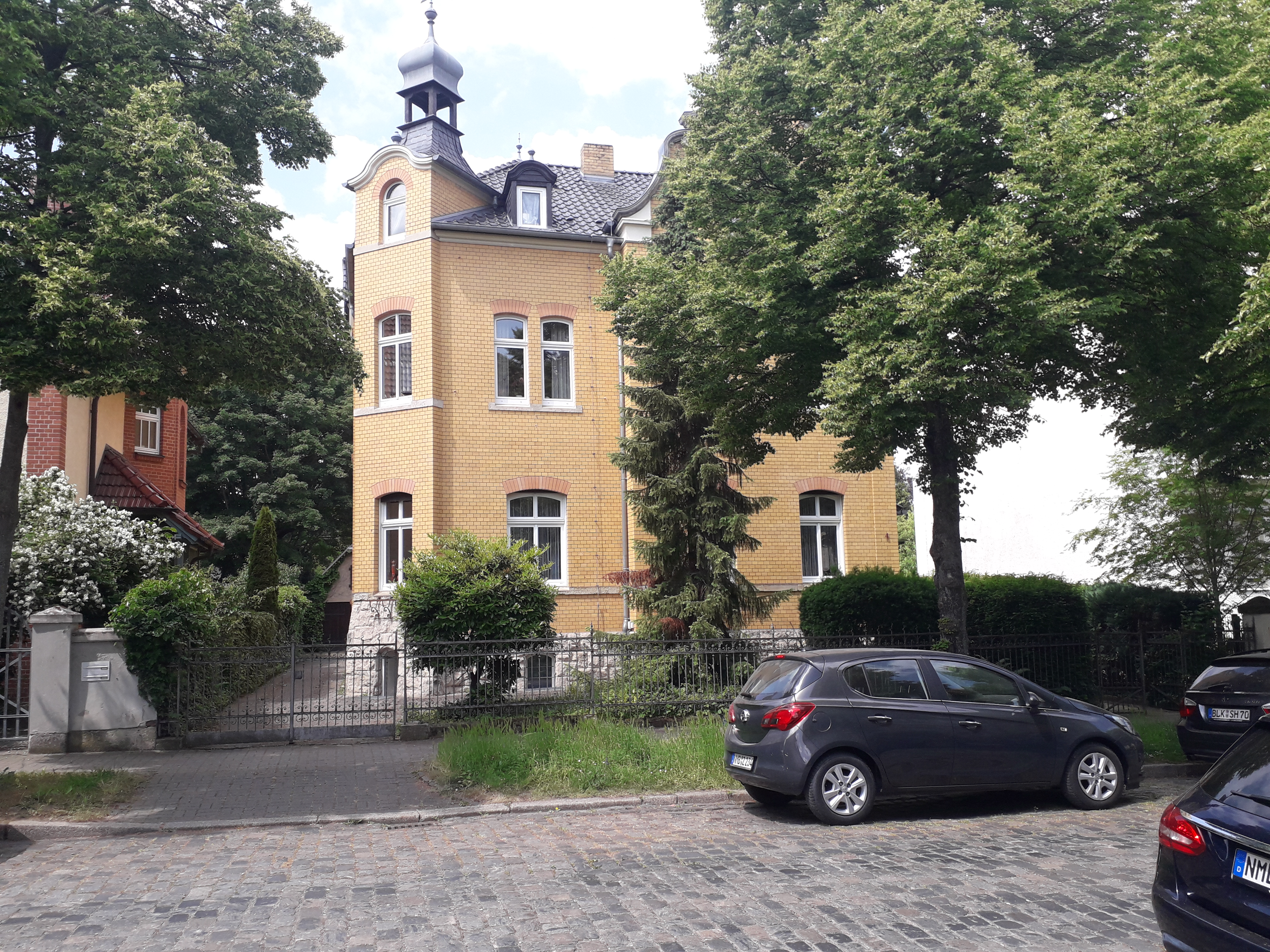
Albrecht-Dürer-Straße 4
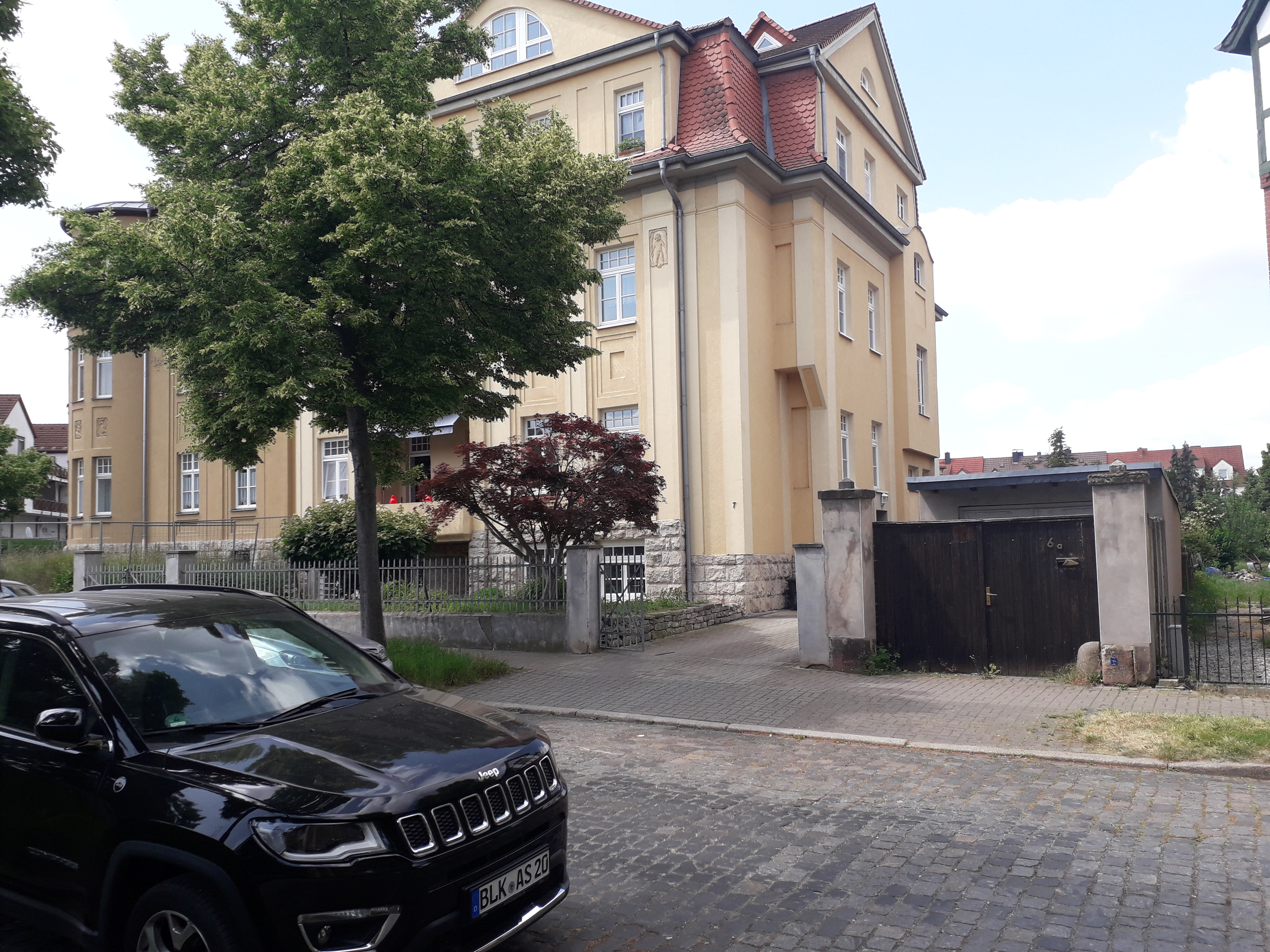
Albrecht-Dürer-Straße 7
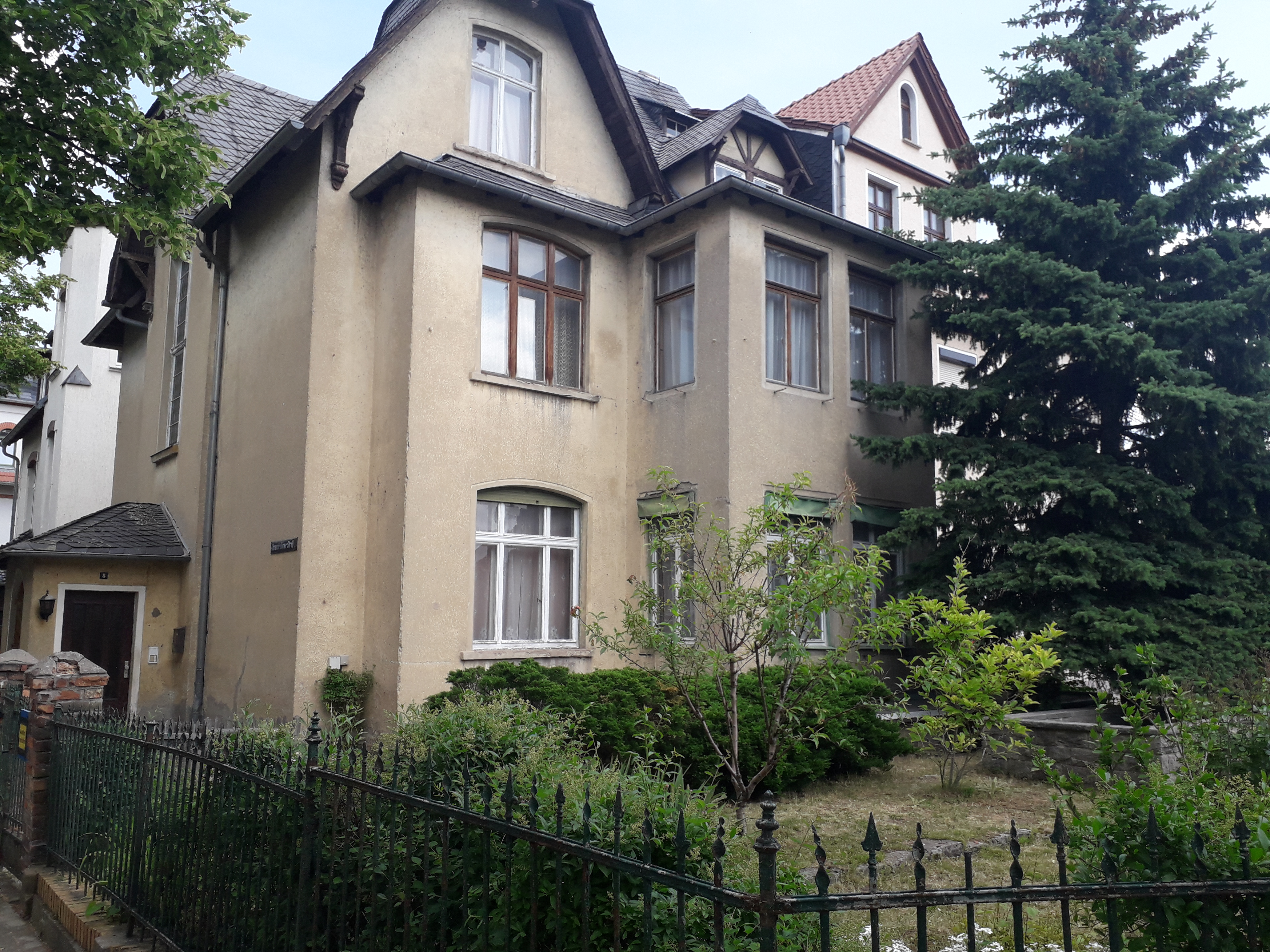
Albrecht-Dürer-Straße 8